# امیلی کراس
امیلی کراس (انگلیسی: Emily Cross؛ زادهٔ october ۱۵, ۱۹۸۶ (۳۸ سال)) ورزشکار شمشیربازی اهل ایالات متحده آمریکا است.
وی در مسابقات کشوری و بین‌المللی در مجموع برندهٔ ۱ مدال نقره شده‌است.